# باربارا تارباک
باربارا تارباک (انگلیسی: Barbara Tarbuck؛ ۱۵ ژانویهٔ ۱۹۴۲ – ۲۶ دسامبر ۲۰۱۶) هنرپیشه اهل ایالات متحده آمریکا بود.
از فیلم‌ها یا برنامه‌های تلویزیونی که وی در آن نقش داشته‌است می‌توان به داستان ترسناک آمریکایی: تیمارستان، سربلند، سوی موفرفری اشاره کرد.
وی همچنین برندهٔ جوایزی همچون برنامه فولبرایت شده‌است.